# Ulrich Lehmann (équitation)
Pour les articles homonymes, voir Ulrich Lehmann et Lehmann.
Ulrich Lehmann, né le 26 janvier 1944, est un cavalier suisse de dressage.

## Carrière
Ulrich Lehmann participe aux Jeux olympiques d'été de 1976 à Montréal. Il remporte la médaille d'argent de l'épreuve de dressage par équipe sur son cheval Widin.